# International whisk(e)y dag
International whisk(e)y dag (engelsk International whisk(e)y day) er en international mærkedag for whisky, der falder den 27. marts hvert år. Den blev annonceret første gang i 2008. Navnet bruger parenteser for at vise, at det både omfatter skotsk, canadisk og japansk whisky (uden e) og irsk whiskey (med e). Dagen støtter behandlingen af Parkinsons sygdom samt nydelse af whisky.

## Grundlæggelse
International Whiskey Dag blev lanceret i 2009 ved Whiskey Day Festival i det nordlige Holland. Begivenheden blev skabt til ære for den britiske skribent Michael Jackson og den fejres på Jacksons fødselsdag.